# Der Tod des Handlungsreisenden (1968)
Der Tod des Handlungsreisenden ist ein deutscher Fernsehfilm von 1968 nach dem Theaterstück Tod eines Handlungsreisenden (Originaltitel Death of a Salesman) von Arthur Miller. Regie führte Gerhard Klingenberg. Der Handlungsreisende Willy Loman wird von Heinz Rühmann verkörpert, Käthe Gold ist als Lomans Ehefrau Linda besetzt und Christoph Bantzer und Peter Thom als Lomans Söhne Biff und Happy.
Der Film, der im Auftrag des ZDF entstand, wurde am 5. Mai 1968 im Programm des Senders erstmals ausgestrahlt.

## Handlung
Der inzwischen 63-jährige Willy Loman, Handlungsreisender, kehrt spätabends erschöpft von einer seiner Touren nach Hause zurück, und erzählt seiner besorgten Frau Linda, dass er todmüde und unterwegs fast eingeschlafen sei. Das Ehepaar hat Besuch von seinen inzwischen erwachsenen Söhnen, dem 34-jährigen Biff und seinem jüngeren Bruder Harold, genannt Happy. Loman beklagt sich bei seiner Frau vor allem über Biff, der seiner Meinung nach zu wenig tut, um beruflich erfolgreich zu sein.
Biff und Happy, durch die Stimmen der Eltern wach geworden, unterhalten sich ebenfalls, wobei Happy seinem Bruder anvertraut, dass der Vater in letzter Zeit sehr abgebaut habe. Biff meint, das sei doch eine üble Sache, sich fünfzig Wochen im Jahr abzustrampeln, um dann zwei Wochen Urlaub zu haben. Er gibt jedoch zu, dass er nicht glücklich darüber ist, noch immer keinen Beruf zu haben. Biff hat seinem Vater nie verzeihen können, dass er sich auf Geschäftsreisen mit einer anderen Frau vergnügt hat, was die Ursache dafür war, dass er die Schule abgebrochen hat, ohne Abschluss dastand und nicht studieren konnte. Seitdem schlägt er sich mit verschiedenen Jobs durchs Leben.
In einem Rückblick erinnert sich Loman, wie es früher war, wenn er von Geschäftsreisen zurückkam, und an die Reaktion seiner Söhne, die voller Bewunderung zu ihm aufblickten. Seit sechsunddreißig Jahren ist er inzwischen als Handlungsreisender unterwegs, ohne wirklich erfolgreich zu sein und ohne die Anerkennung zu genießen, die ihm so wichtig ist. Auch kann er mit seinen jüngeren Kollegen inzwischen nicht mehr mithalten. Gerade heute hätte er fast ein Kind überfahren, weil er überanstrengt am Steuer saß.
Während Loman mit seinem Freund Charley Karten spielt, erscheint in seiner Phantasie plötzlich sein inzwischen verstorbener Bruder Ben, dessen Erfolg er stets bewundert hat. Er fleht seinen Bruder an, ihm zu sagen, was er seinen Söhnen beibringen müsse, damit sie so erfolgreich seien, wie Ben. Ben erwidert nur lapidar: „Als ich 17 Jahre alt war, ging ich in den Dschungel, als ich 21 war, kam ich wieder raus, und weiß Gott, ich war reich.“
Biff führt ein Gespräch mit seiner Mutter, die traurig darüber ist, dass es zwischen ihm und seinem Vater bei seinen seltenen Besuchen immer wieder zu Streitigkeiten kommt. Außerdem versucht sie, bei ihren Söhnen Verständnis für die Situation des Vaters zu wecken, und meint, man müsse auf solche Menschen, wie ihr Vater einer sei, ganz besonders aufpassen, und erzählt ihnen unter Tränen, dass ihr Vater versucht habe, sich umzubringen.
Als Loman in seiner Firma bei seinem Chef Howard Wagner vorspricht und um Versetzung in den Innendienst nach New York bittet, endet das Gespräch für den alten Mann bitter, Wagner entlässt ihn. Wieder flüchtet Willy in seine Traumwelt, in der sein Bruder erscheint und ihm vorschlägt, dass er ihn zusammen mit seinen Söhnen nach Alaska begleiten solle. Ein kurz darauf geführtes Gespräch mit Bernard, dem Sohn seines Freundes Charley, macht Loman klar, warum Biff seinerzeit seinen Schulabschluss nicht machte, eine Tatsache, die er zu verdrängen sucht. Als Charley ihm, wie schon mehrmals zuvor, eine Stellung in seiner Firma anbietet, lehnt er aus falschem Stolz ab, nimmt allerdings das Geld, das ihm der Freund zusteckt.
Loman ist von seinen Söhnen zum Essen in ein Lokal eingeladen worden, dort spitzt sich der Konflikt zwischen Biff und seinem Vater weiter zu. Biff kann nicht verstehen, dass sein Vater die Realität nicht akzeptieren will und kann. Das Beisammensein geht gründlich daneben. Zuhause müssen die beiden jungen Männer sich die bitteren Vorwürfe ihrer Mutter gefallen lassen. Loman plant, sich umzubringen, damit seine Familie in den Genuss seiner Lebensversicherung über 20.000 Dollar kommt. Darüber spricht er mit seinem imaginären Bruder Ben. Biff wiederum hat beschlossen, aus dem Leben der Eltern zu verschwinden, damit es zwischen ihnen seinetwegen nicht mehr zu Streitigkeiten kommt. Zuvor kommt es jedoch noch zu einem erschütternden Ausbruch gegenüber seinem Vater, wobei Loman klar wird, wie sehr Biff ihn liebt. Das hindert ihn jedoch nicht daran, weiter große Zukunftspläne für seinen Sohn zu schmieden, die Biff verwirklichen könne, wenn er erst einmal die 20.000 Dollar aus der Versicherung habe. Entschlossen, es diesmal richtig zu machen, stürmt Loman aus dem Haus, seine Familie, die die Tür hat knallen hören, nimmt entsetzt die Motorengeräusche des wegfahrenden Autos wahr.
Auf dem Friedhof haben sich Willy Lomans Familie und sein alter Freund Charley eingefunden. Sonst ist niemand gekommen. Biff und Happy sind der Meinung, der Vater habe kein Recht gehabt, sein Leben zu beenden, sie hätten ihm doch geholfen, und Linda stellt sich unaufhörlich die Frage nach dem warum. Zum ersten Mal seien doch alle Rechnungen beglichen, und sie hätten gar keine Schulden mehr und nun nicht mehr viel gebraucht.

## Hintergrund
Gregor Ball schrieb in seiner Filmbiografie, dass Heinz Rühmann sich nur zögernd entschlossen habe, eines der Angebote, die ihm vom inzwischen auf dem Vormarsch befindlichen Fernsehen gemacht wurden, anzunehmen. Der Filmproduzent Georg Richter sei es gewesen, der Rühmann vorgeschlagen habe, die Rolle des Willy Loman an der Seite von Käthe Gold unter der Regie des jungen Gerhard Klingenberg zu spielen. Die anfängliche Skepsis Rühmanns gegenüber dem neuen Medium sei alsbald verflogen, da ihn die Arbeit im Fernsehstudio sehr an die Präzision eines Stanley Kramer erinnert habe. Rühmann habe nach und nach erkannt, welche ungeheuren Möglichkeiten ihm das neue Medium zu bieten habe. Endlich habe er seine schauspielerische Kraft und seine Möglichkeiten in tragischen Rollen erproben können. So wurde Der Tod des Handlungsreisenden zu Rühmanns erstem Fernsehauftritt.

## Botschaft
Das Drama beschreibt exemplarisch einen in jungen Jahren erfolgreichen und im Alter erfolglosen Verkäufer (Fluch des Vertriebs), der den ausbleibenden Erfolg bis hin zum Verlust seines Arbeitsplatzes durch den neuen jungen Chef durch eine einzige Lebenslüge nach dem Motto mehr Schein als Sein zu kaschieren sucht. So ist Willy sogar zu stolz, den ihm von seinem erfolgreichen alten Freund Charley, der ebenfalls Chef einer Firma ist, angebotenen Arbeitsplatz anzunehmen.
Stefan Lüddemann befand in der Neuen Osnabrücker Zeitung: „Millers Stück handelt vor allem von Menschen, die nicht zur Wahrhaftigkeit finden. Keiner kann seine Niederlage eingestehen, keiner hat das Vertrauen, sich auch im Scheitern bei anderen aufgehoben zu wissen. Willy Lomans Existenz ist prekär.“
Der Autor und Kritiker Dieter Wunderlich schrieb, Willy Loman zerbreche „an einem inhumanen Wirtschaftssystem, in dem es nur auf den materiellen Erfolge ankomm[e]“. Weiter hieß es: „Arthur Miller entlarvt in ‚Der Tod des Handlungsreisenden‘ den ‚American Dream‘ als Trugbild, denn die Tragödie des Protagonisten steht für eine gescheiterte Gesellschaftsordnung.“ Das Stück sei „ein Appell, nicht nur auf den beruflichen und finanziellen Erfolg zu starren, sondern sich auf Werte wie Liebe, Familie, Solidarität und Mitmenschlichkeit zu besinnen – auch wenn dies nicht gesellschaftskonform“ sei.

## Rezeption

### Kritik
Ein bekannter Kritiker schrieb nach Rühmanns Fernsehdebüt in dem Stück: „Sprach schon einmal ein Schauspieler mit so leiser Stimme derart markerschütternd schrill? Gibt es einen zweiten Akteur, der mit sanftesten Mitteln die Würde der Erbärmlichkeit und die Einsamkeit des Menschen darstellen kann?“ Die Meinungen waren einhellig: „Es gibt keinen.“
In der Berliner Morgenpost schmälerte Felix Müller fast 50 Jahre später die Leistung Rühmanns mit den Worten: „Der etwas arg putzige Heinz Rühmann in einer Verfilmung von Gerhard Klingenberg aus dem Jahr 1968.“

### Erfolg der Vorlage und weitere Verfilmungen
Für sein am 10. Februar 1949 in New York uraufgeführtes Drama Der Tod des Handlungsreisenden wurde Arthur Miller mit dem Pulitzer-Preis ausgezeichnet.
Das Stück wurde erstmals 1951 von dem ungarisch-amerikanischen Filmregisseur László Benedek mit Fredric March in der Titelrolle verfilmt. 1966 erfolgten zwei Verfilmungen, einmal mit Lee J. Cobb und einmal mit Rod Steiger in der Rolle des Handlungsreisenden. 1985 erfolgte eine Verfilmung durch Volker Schlöndorff mit Dustin Hoffman in der Hauptrolle.
Weitere Verfilmungen, siehe → Artikel Tod eines Handlungsreisenden